# Cheikhou Sow
Cheikhou Sow, né le 9 octobre 1998, est un joueur français de football américain évoluant au poste de wide receiver.

## Biographie
Sow commence à jouer au flag football avec les Molosses d’Asnières en 2009 à l'âge de dix ans et remporte le championnat de France U15 en 2013.
Il passe au football américain (avec contact) en 2014 et remporte le championnat junior en 2016. En 2018, il est sélectionné dans l'équipe nationale et remporte le titre de champion d'Europe 2018 disputé à Vantaa,.
Sow devient joueur professionnel en Allemagne où il rejoint les Monarchs de Dresde pour disputer la saison 2019 de la German Football League. En 16 matchs, il réussit 79 réceptions pour un gain cumulé de 962 yards et en inscrivant douze touchdowns. Au printemps 2020, Sow participe à un combine organisé conjointement par la Fédération française de football américain (FFFA) et la Ligue professionnelle canadienne (CFL) à Paris. La même année, il joue de nouveau pour Asnières mais la FFFA suspend ses activités à la suite de la pandémie de Covid-19 après seulement quatre matchs.
Pour la saison inaugurale de la European League of Football (ELF) en 2021, Sow rejoint les Francfort Galaxy dirigés par l'entraîneur principal Thomas Kösling (de). Avec les Galaxy, il remporte 32 à 30 la finale jouée contre les Sea Devils d'Hambourg à Düsseldorf. La saison suivante, Francfort utilise principalement Sow en tant que slot receiver. Il totalise 335 yards gagnés et quatre touchdowns inscrits, mais sa franchise ne se qualifie pas pour la série éliminatoire, leur bilan de 8 victoires pour 4 défaites étant insuffisant. En novembre 2022, Sow est recruté par la nouvelle franchise ELF des Mousquetaires de Paris en vue de la saison 2023 de la ELF. Les Mousquetaires ne se qualifient pas pour la série éliminatoire terminant avec un bilan de 6 victoires et 6 défaites.

## Statistiques
Dernière mise à jour : 17 août 2025
| Année | Équipe                 | Compétition | MJ |     | Réceptions | Réceptions | Réceptions | Réceptions | Réceptions | Réceptions |
| ----- | ---------------------- | ----------- | -- | --- | ---------- | ---------- | ---------- | ---------- | ---------- | ---------- |
| Année | Équipe                 | Compétition | MJ | Nb. | Yards      | Y/R        | + Lg.      | TD         | Y/M        |            |
| 2021  | Francfort Galaxy       | ELF         | 09 | 17  | 153        | 09,0       | 25         | 2          | 17,0       |            |
| 2022  | Francfort Galaxy       | ELF         | 12 | 31  | 335        | 10,8       | 33         | 4          | 27,9       |            |
| 2023  | Mousquetaires de Paris | ELF         | 12 | 24  | 368        | 15,3       | 45         | 2          | 30,7       |            |
| 2024  | Mousquetaires de Paris | ELF         | 11 | 18  | 261        | 14,5       | 45         | 3          | 23,7       |            |
| 2025  | Mousquetaires de Paris | ELF         | 12 | 11  | 114        | 10,4       | 30         | 3          | 09,5       |            |
| Total | Total                  | Total       | 56 | 101 | 1 231      | 12,2       | 45         | 14         | 22,0       |            |